# Étienne Mondineu
Étienne Mondineu, né le 27 janvier 1872 au bourg de Houeillès (Lot-et-Garonne), où il est mort le 28 juillet 1940, est un peintre académique français de la fin du XIXe siècle et du début du XXe siècle.

## Biographie
Le père d'Étienne Mondineu, docteur en médecine, est propriétaire à Houeillès du vaste domaine de « Couhin » qui, à la Révolution française, était déjà en possession de la famille.
Étienne Mondineu entre à l’École des beaux arts de Bordeaux  en 1888, puis à l'École des beaux-arts de Paris, en 1893, sous le double parrainage de Jean-Paul Laurens et de Benjamin Constant, dans l'atelier du peintre Albert Maignan.
Dès 1897, il expose au Salon des artistes français où il obtient une mention honorable. L'État lui achète son premier tableau, La Fête landaise, au Salon de 1899. Dès lors, il participe régulièrement à cette manifestation artistique, y remportant des distinctions en 1900 et 1908, année où il est primé (hors-concours), pour La Lande en feu. Il peut désormais exposer sans passer par la sélection du jury.
Membre de la Société des artistes français à partir de 1902, Étienne Mondineu est de tous les salons de Gand, en Belgique. La même année, il est nommé chevalier de la Légion d'honneur.
C'est de cette époque que datent les grandes compositions acquises par l'État et conservées dans les collections publiques. Outre les deux œuvres précédemment citées, on retiendra Sortie de messe (1903) à Houeillès, La Foire à Saint-Justin dans les Landes (1907), Un incendie dans les Landes (1901), à la mairie de Houeillès. Mondineu consacre au thème de l'incendie deux toiles qu'il envoie aux Salons de Paris.
Ces œuvres témoignent de l'intérêt que porte l'artiste à sa Gascogne natale et font de ce peintre régionaliste un témoin de son temps. La Visite du président Fallières à Nérac, (1909) rassemble une centaine de personnages autour du perron de la sous-préfecture de l'Albret. Le peintre s'y est représenté en pied. 
En 1911, Étienne Mondineu participe à la décoration du théâtre Ducourneau d'Agen en compagnie de l'Agenais Antoine Calbet et du Marmandais Abel-Dominique Boyé. Dans une des absidioles du foyer, il peint une allégorie titrée La Musique et le Chant. Dans le registre commémoratif, au lendemain de la Première Guerre mondiale, il exécute une toile à la demande des paroissiens de Torcy en Seine-et-Marne, en hommage aux quatre-vingt Torcéens victimes de la Grande Guerre. La Bibliothèque nationale conserve six aquarelles autour du thème de la famille du chef d’État dans la collection Raymond Poincaré.
Si l'œuvre de Mondineu est connue par ses grands tableaux qui sont pour la plupart des acquisitions de l’État, des peintures plus intimistes figurent dans des collections particulières détenues par ses descendants. Certaines œuvres du peintre ont pu également être répertoriées dans des revues, des coupures de presses, mais surtout à travers les cartes postales éditées lors des Salons de Paris. La plus grande part de la production de l'artiste est dispersée à travers des collections privées. Ainsi Combat d'ours et de chien en Gascogne (1904), acquise par le Bristol City Museum and Art Gallery.
Comme peintre de genre, Étienne Mondineu s'attache à la représentation de scènes de la vie rurale de la Gascogne et plus particulièrement de la Lande (travaux des champs, foires et marchés, métiers de la forêt ou scènes de chasse) constituant un témoignage de la vie des alentours de Houeillès. Mais il aborde également d'autres genres comme le paysage (le Lot-et-Garonne, les Landes, les Pyrénées et la côte basque), ainsi que les scènes intimistes, le nu et le portrait.
Des carnets de croquis attestent de sa maîtrise du dessin. 
Mondineu est mort le 28 juillet 1940 dans sa maison de Couhin, aujourd'hui détruite.

## Œuvres
Sur 500 titres répertoriés, une partie seulement se trouve dans des lieux publics ou musées, le reste appartenant à des collections privées ou restant conservé par la famille. 
- Fête landaise, Mairie de Loos-les Lille, 1899
- Vitrail à l'effigie de Godefroi de Bouillon, Verrière du beffroi de Boulogne-sur-mer, 1900
- Incendie à la campagne, Musée d'art Moderne de Paris, 1901
- Incendie dans les landes, Mairie de Houeillès, 1901
- Sortie de messe à Houeillès, Musée de Marmande, 1903
- Combat d'ours et de chiens en Gascogne, Musée de Bristol, 1904
- Une foire en Gascogne, Mairie de Mézin, 1907
- La lande en feu, Tribunal d'instance de Saintes, 1908
- Réception du Président Fallières à la Sous-préfecture de Nérac en 1906, Mairie de Nérac, 1909
- Le porteur d'appeaux, Mairie d'Aire sur Adour, 1910
- La musique et le chant (1911), Berger landais (1914), Bergère landaise (1914), Théâtre d'Agen
- Sept jours à Reuilly, Recueil composé d'une couverture à la mine de plomb et de 6 aquarelles, Bibliothèque nationales de Paris, Cabinet des estampes[5], 1916
- Monument aux morts de Torcy, 1919
- Portrait de Mme Albert Glandaz, Musée d'Art et d'Histoire de Lisieux, 1922
- Pastorale, Mairie de Bain-de-Bretagne, 1924

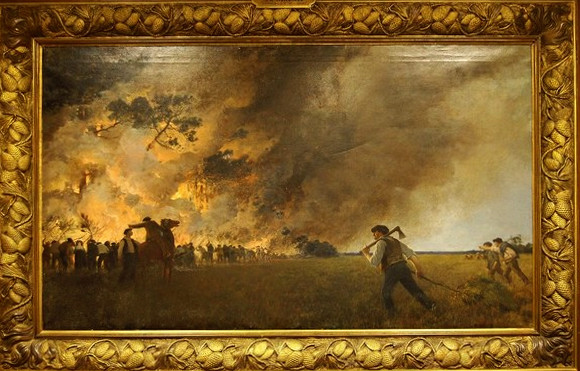
Incendie dans les Landes
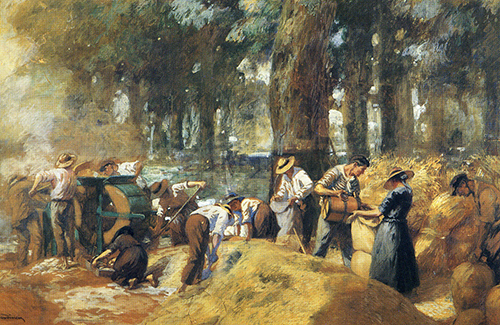
Scène de vannage à Couhin
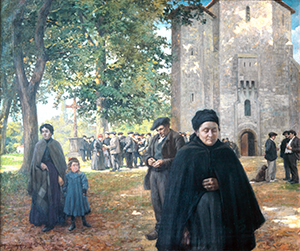
Sortie de messe à Houeillès
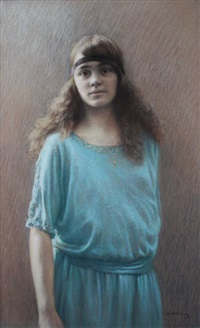
Jeune femme à la robe verte
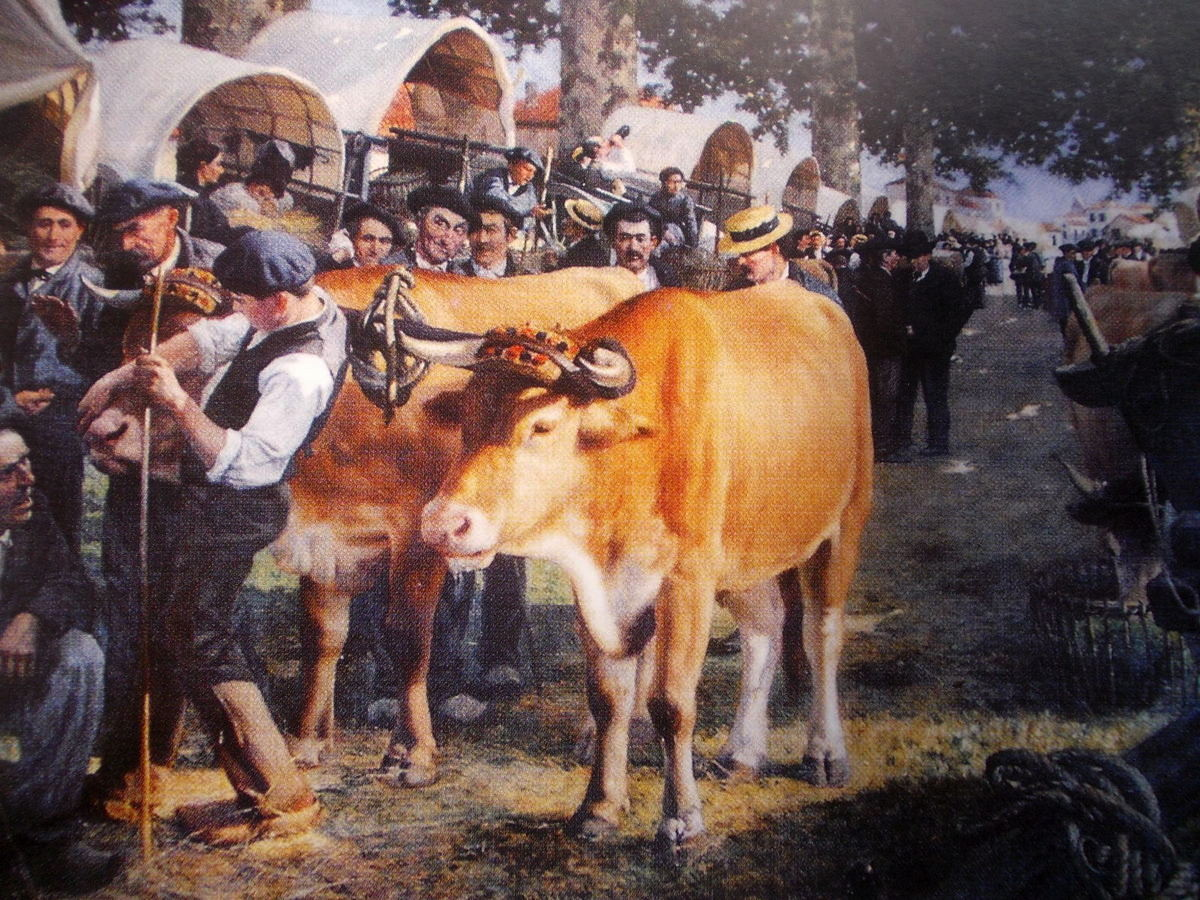
Foire en Gascogne
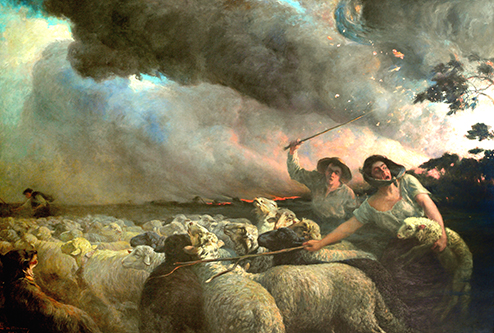
La lande en feu
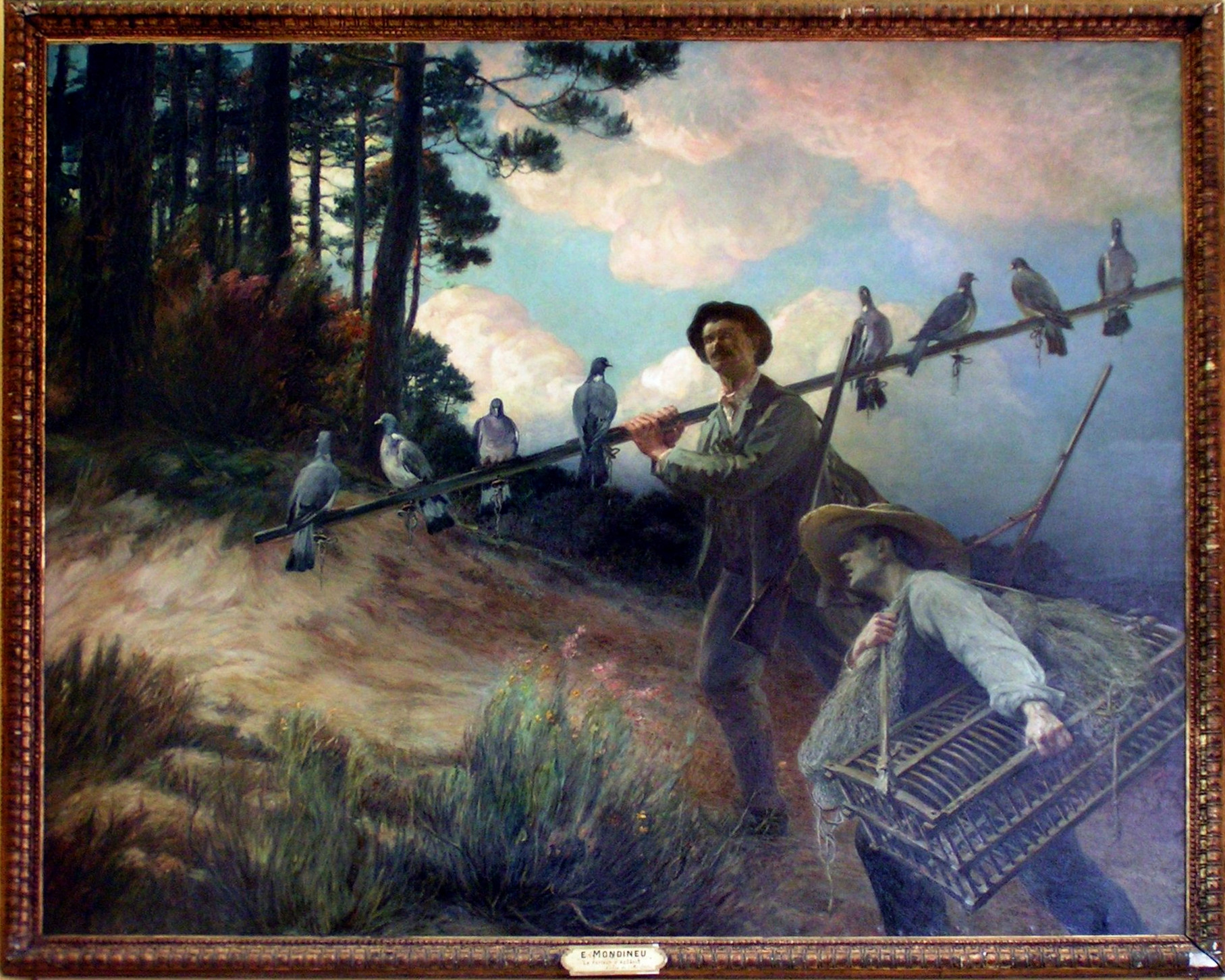
Le porteur d'appeaux